# Clorobutanol
Clorobutanolul (tricloro-2-metil-2-propanol) este un compus organic cu formula CCl3C(OH)(CH3)2 și este un exemplu de clorhidrină. Compusul are proprtietăți de conservant, sedativ-hipnotic și anestezic local slab, similar cu cloralhidratul. Are și proprietăți antibacteriene și antifungice. Clorobutanolul este utilizat în mod normal la o concentrație de 0,5%, unde conferă stabilitate pe termen lung formulărilor ce conțin mai multe ingrediente. Cu toate acestea, își păstrează activitatea antimicrobiană la 0,05% în apă. Clorobutanolul a fost utilizat în anestezia și eutanasierea nevertebratelor și peștilor. Este un solid alb, volatil, cu miros asemănător camforului.

## Sinteză

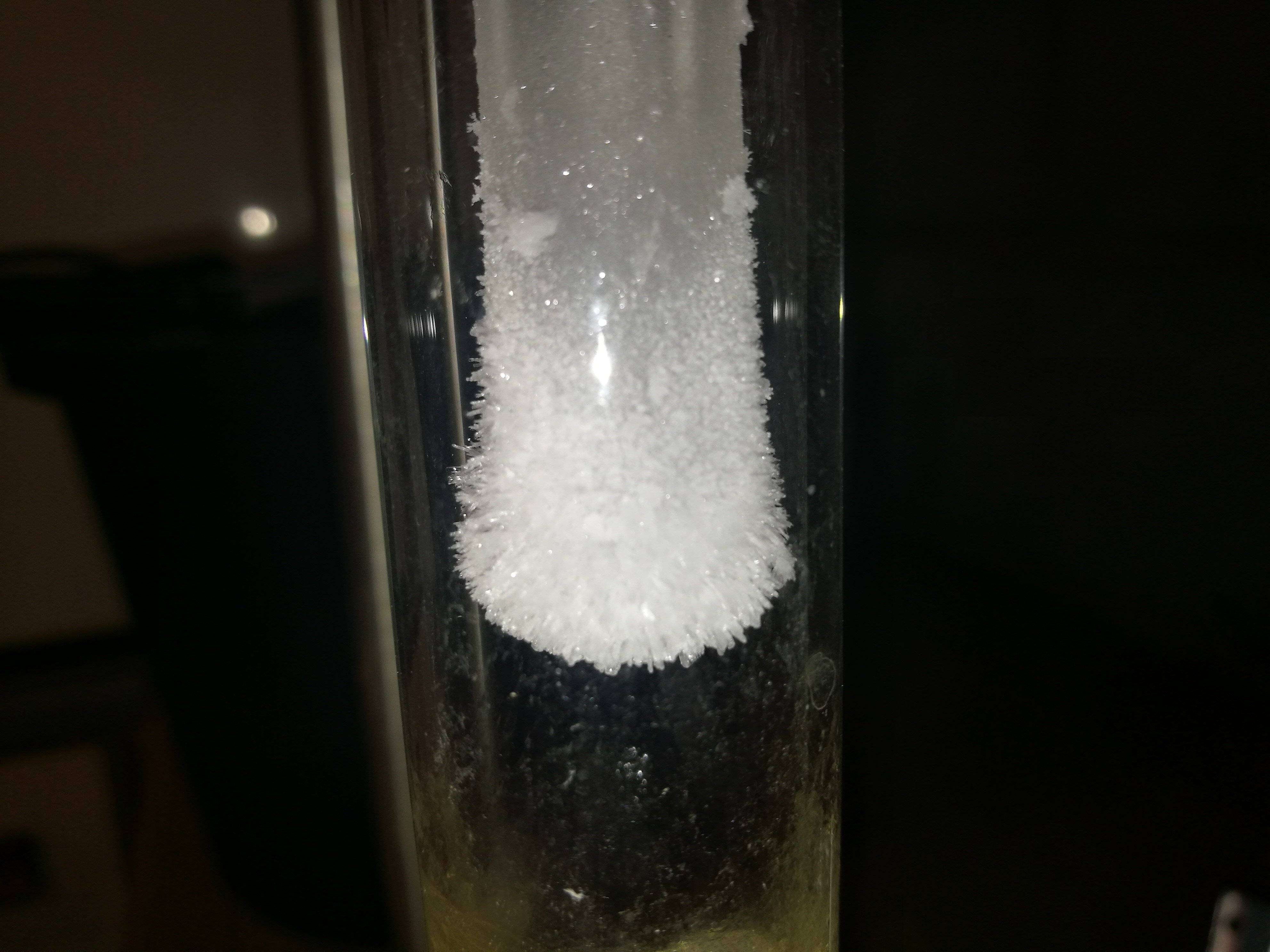
Cristale sublimate de clorobutanol

Clorobutanolul a fost sintetizat pentru prima dată în 1881 de chimistul german Conrad Willgerodt (1841–1930).
Clorobutanolul se formează prin reacția dintre cloroform și acetonă în prezența hidroxidului de potasiu sau de sodiu. Poate fi purificat prin sublimare sau recristalizare.

## Partenogeneză
Clorobutanolul s-a dovedit eficient în stimularea partenogenezei în ouăle de arici de mare până la stadiul de pluteus, posibil prin creșterea iritabilității, cu efect stimulant. Cu toate acestea, pentru ouăle speciei de pește Oryzias latipes, s-a demonstrat că clorobutanolul acționează doar ca anestezic. 

## Farmacologie și toxicitate
Este un anestezic cu efecte similare cu cele produse de compușii izofluran și halotan.
Clorobutanolul este toxic pentru ficat, iritant pentru piele și iritant sever pentru ochi. 